# Theo de Boer
Theo de Boer (Zuid-Beijerland, 24 april 1932 – Amstelveen, 16 december 2021) was een Nederlands filosoof die onder meer bekendstaat als kenner van de Frans-joodse filosoof van Litouwse afkomst Emmanuel Levinas. Hij was hoogleraar in de wijsgerige antropologie en haar geschiedenis aan de Universiteit van Amsterdam.

## Studie en hoogleraarschap
Theo de Boer studeerde aanvankelijk klassieke talen maar schakelde over op filosofie aan de Universiteit van Amsterdam, waar hij in 1966 promoveerde met een proefschrift over Edmund Husserl, "De ontwikkelingsgang in het denken van Husserl". Op die manier geraakte hij geïnteresseerd in de wijsbegeerte van Emmanuel Levinas en Paul Ricœur. Hij studeerde ook nog aan het Hoger Instituut voor Wijsbegeerte in Leuven en werd in 1968 hoogleraar aan de Universiteit van Amsterdam. In 1974 voerde hij samen met A.F.J. Köbben de redactie van Waarden en wetenschap. Van zijn hand verscheen in de loop der jaren een aantal artikelen over de studie van de fenomenologie. Daarin belichtte hij vooral het werk van Franz Brentano, Edmund Husserl, Martin Heidegger en Levinas. Een thema dat hem na aan het hart ligt, is de discussie rondom wetenschapsfilosofische problemen betreffende de menswetenschappen.
Van 1968 tot 1992 doceerde hij filosofische antropologie aan de Universiteit van Amsterdam, waarna hij overstapte naar de Vrije Universiteit Amsterdam.
In zijn afscheidscollege aan de VU op 27 juni 1997, getiteld De vier zuilen van de filosofie, geeft hij deze zuilen aan: "inspiratie, ervaring, verbeelding en rede". Poëzie en verhalen moeten volgens hem zeker niet buiten de deur van de wijsbegeerte gehouden worden, want zij kunnen een bron van inzicht zijn.

### Vrouwelijke doctoren
Bij zijn emeritaat verscheen de bundel Liber amicarum. Over kunst, literatuur en filosofie (Boom, Amsterdam 1997), opgedragen aan De Boer en met louter bijdragen van vrouwelijk collega's. In het 'Woord vooraf' wordt gesteld dat De Boer "veel vrouwelijke promovendae [heeft] begeleid bij hun proefschrift" en daarmee verantwoordelijk is voor "een aanzienlijk deel van de overigens nog zeer kleine groep vrouwelijk doctors in de filosofie in Nederland". Aan de bundel droegen bij onder meer Heleen Pott, Mieke Bal en Ilse Bulhof.

### Poëzie
Uit het filosofisch werk van De Boer blijkt ook zijn interesse in poëzie, met name in het werk van Pieter Cornelis Boutens, Martinus Nijhoff en Gerrit Achterberg, en in buitenlandse dichters als T.S. Eliot, Les Murray en Wallace Stevens. Verbeelding was voor hem een van de zuilen van de filosofie en dat vond hij in het bijzonder in poëzie.

## Publicaties
- Tussen filosofie en profetie – de wijsbegeerte van Emmanuel Levinas (1976)
- Grondslagen van een kritische psychologie (1980)
- De Totaliteit en het Oneindige (1987) - vertaling van Levinas' Totalité et Infini. Essai sur l'extériorité (1961)
- Van Brentano tot Levinas - Studies over de fenomenologie (1989)
- Tamara A., Awater en andere verhalen over subjectiviteit (1993)
- Moderne Franse filosofen - Foucault, Ricœur, Irigaray, Baudrillard, Levinas, Derrida, Lyotard en Kristeva, uitg. Kok Agora, Kampen (1993)
- De God van de filosofen en de God van Pascal (1995)
- Langs de gewesten van het zijn (1996)
- Pleidooi voor interpretatie (1997)
- De hemel weet hoe. Over spiritualiteit en rationaliteit (Titus Brandsma lezing 1999)
- Denken over dichten samen met Peter Henk Steenhuis (2011)

- Bibliothèque nationale de France: cb12033285j (data)
- Digitale Bibliotheek voor de Nederlandse Letteren: boer023
- Gemeinsame Normdatei: 115858687
- International Standard Name Identifier: 0000 0001 0923 3757
- Library of Congress Control Number: n79041773
- Nationale Bibliotheek van Letland: 000127795
- Nationale Bibliotheek van Tsjechië: xx0013354
- Nationale Bibliotheek van Israël: 987007258967105171
- Nederlandse Thesaurus van Auteursnamen: 068265573
- Système universitaire de documentation: 02851131X
- Virtual International Authority File: 89697644
- WorldCat: E39PBJgt9qJqTjwJd8B4QKdxXd